# Astragalus friederikeanus
Astragalus friederikeanus ist eine Pflanzenart aus der Gattung Tragant (Astragalus) innerhalb der Familie der Hülsenfrüchtler (Fabaceae). Es ist ein Endemit im südlichen Anatolien.

## Beschreibung

### Vegetative Merkmale
Astragalus friederikeanus ist eine ausdauernde, krautige Pflanze, die eine Wuchshöhe von 10 bis 20 Zentimeter erreicht. Der verholzende Caudex, eine Verdickung des Stammansatzes, ist verzweigt und mit annähernd anliegenden, weißen und gegabelten Haaren besetzt, die zwischen 0,2 und 0,4 Millimeter lang sind, schwarze Haare fehlen. Die mehreren, sich am 2 bis 3 Millimeter dicken Ansatz verzweigenden, leicht ausgebreiteten bis aufrechten und streifig-gefurchten Stängel erreichen eine Länge von bis zu 15 Zentimeter.
Die krautigen, schwach bewimperten und am Ansatz mit den Blattstielen verwachsenen Nebenblättern sind 4 bis 7 Millimeter lang, dreieckig bis dreieckig-lanzettlich und kurz zugespitzt. Die Laubblätter sind  unpaarig gefiedert und erreichen eine Länge von 3,5 bis 6 Zentimeter, davon sind 0,5 bis 1 Zentimeter Blattstiele. Die Blättchen stehen in vier bis sieben Paaren, sind schmal-elliptisch bis (schmal) länglich-rund eiförmig, 5 bis 12 Millimeter lang, 2 bis 4 Millimeter breit und fein gepunktet. Ihre Oberseite ist grün, kahl oder nur sehr zerstreut mit weißen Härchen besetzt, die Unterseite ist besetzt mit weißen, seidigen, gegabelten Borstenhaaren.

### Generative Merkmale
Die meist aus den Achseln der oberen Blätter wachsenden Blütenstandsachsen sind 4 bis 6 Zentimeter lang und tragen in den 1,5 bis 2,5 Zentimeter langen traubigen Blütenständen vier bis fünf weit geöffnete Blüten. Die lanzettlichen, spitz zulaufenden Tragblätter sind rund 2 Millimeter lang und bewimpert oder mit anliegenden Härchen besetzt, je Blüte gibt es ein Vorblatt, das rund 1 Millimeter klein ist. Die Blütenstiele sind 3,5 bis 4 Millimeter lang und weiß behaart. Der Kelch ist ungleich fünfzähnig, glockenförmig und rund 5 Millimeter lang. Die oberen Kelchzipfel sind schmal dreieckig und rund 1 Millimeter lang, die zwei unteren, strohigen Kelchzähne sind breit dreieckig, mit weißen, angelegten und gegabelten Härchen besetzt, an der Spitze bewimpert und am Ansatz mit einem dunklen Flecken versehen.  Die Kronblätter sind gelblich und kahl. Die Fahne (das hintere, größte Blatt) ist annähernd kreisförmig, der Nagel ist schmal (stenonychioid) und kurz, 14 bis 15 Millimeter lang und 13 bis 14 Millimeter breit. Die Flügel sind mit 13 bis 14 Millimetern, davon 9 bis 10 Millimeter Spreite und 4 Millimeter Nagel, ebenso lang oder etwas kürzer als das Schiffchen, das von stumpfer Form ist, rund 14 Millimeter lang und mit 6 Millimeter langem Nagel. Die Staubblätter sind diadelphisch, also zu zwei Bündeln vereinigt und 14 Millimeter lang. Der Fruchtknoten enthält 10 bis 14 Samenanlagen, ist behaart mit weißen, anliegenden Haaren, 5 bis 6 Millimeter lang und mit einem 4 Millimeter langen Stängel versehen. Der Griffel ist 8 Millimeter lang und an der Spitze sowie auf der Rückseite der oberen Hälfte büschelig behaart. Die Früchte sind nicht bekannt, Berechnungen aufgrund der Maße des Fruchtknotens lassen eine Länge von weniger als 15 Millimeter bei einem Länge-zu-Breite-Verhältnis von mindestens 3:1.

## Verbreitung
Astragalus friederikeanus ist nur von der Typ-Aufsammlung von einer Steppe nahe einer Straße südlich von Karaman, südlich des Sertavul-Passes bekannt, wo sie endemisch ist. Der einzige bekannte Standort, ein trockener, nach Süden weisender Hang auf Kalkstein in Höhe von 1080 Meter, ist nur 200 m² groß, Astragalus friederikeanus tritt dort gemeinsam mit Paracaryum-Arten, Veronica multifida, Onosma isaurica und wahrscheinlich Onosma briquetii auf.

## Systematik
Die Erstbeschreibung von Astragalus friederikeanus erfolgte 2007 aus dem südlichen Anatolien in Kit Tan, Jörg Zeitlinger: Astragalus friederikeanus Kit Tan & Zeitlinger (Fabaceae), a new species from south Anatolia, Turkey. in Wulfenia, Band 14, S. 133.
Astragalus friederikeanus wird aufgrund des Besatzes der Blättchen mit gegabelten Haaren in die Sektion Onobrychium gestellt. Diese Art gilt als deutlich verschieden von anderen Arten, mit keiner ist sie eng verwandt.

### Botanische Geschichte
Astragalus friederikeanus wurde bereits im Mai 1988 in der Türkei durch Jörg Zeitlinger erstmals gesammelt und an Friederike Sorger weitergegeben, die die Art als neu erkannte. Im Jahr 2001 verstarb Sorger über der Erstbeschreibung und erst 2007 konnte die Erstbeschreibung durch Mithilfe von Kit Tan abgeschlossen werden. Das Epitheton ehrt Friederike Maria Sorger geb. Schmied (Wien 1914-2001 Wien).

## Nachweise